# Eudendrium ramosum
Eudendrium ramosum är en nässeldjursart som först beskrevs av Carl von Linné 1758.  Eudendrium ramosum ingår i släktet Eudendrium och familjen Eudendriidae. Arten är reproducerande i Sverige. Inga underarter finns listade i Catalogue of Life.

## Bildgalleri

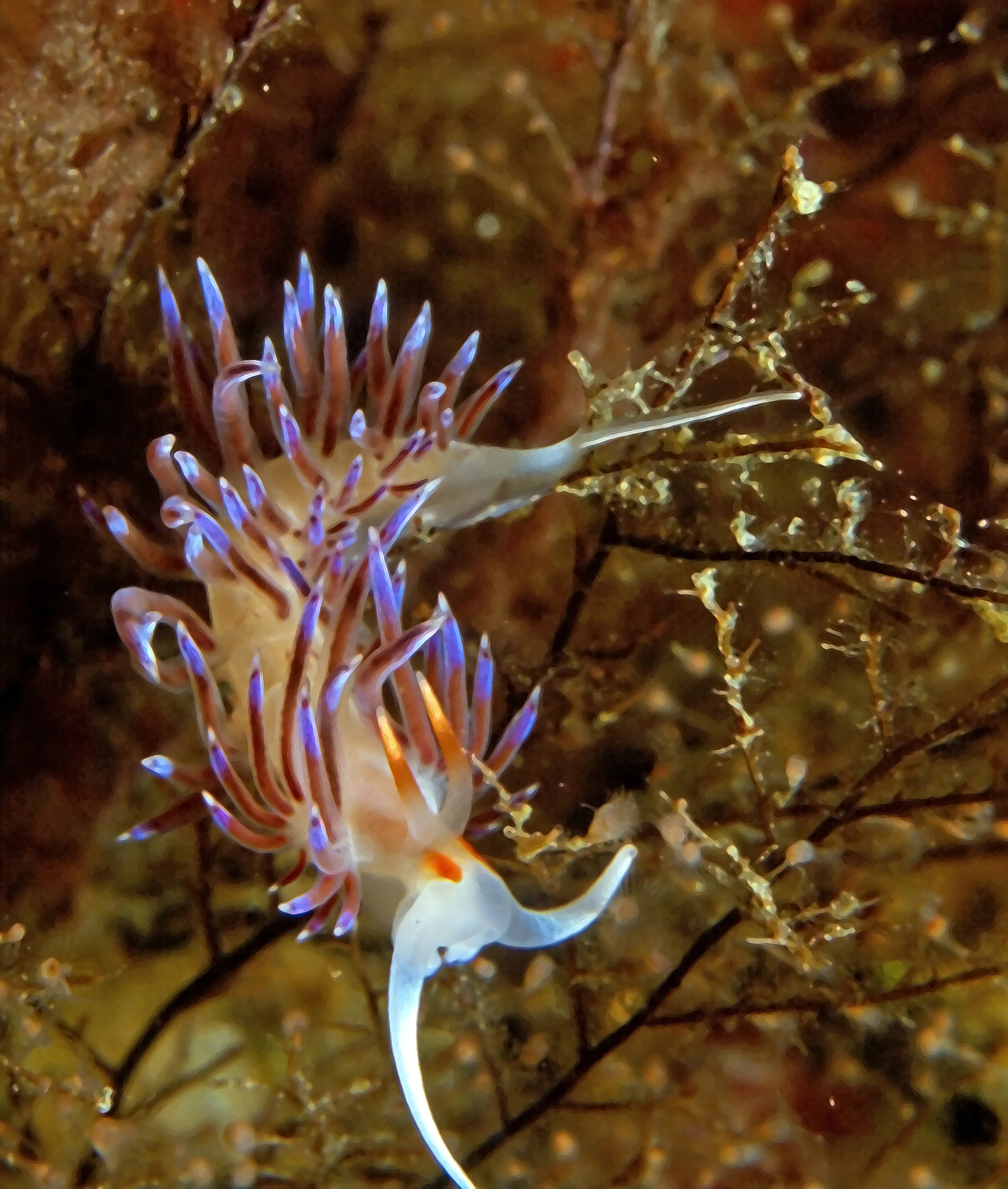
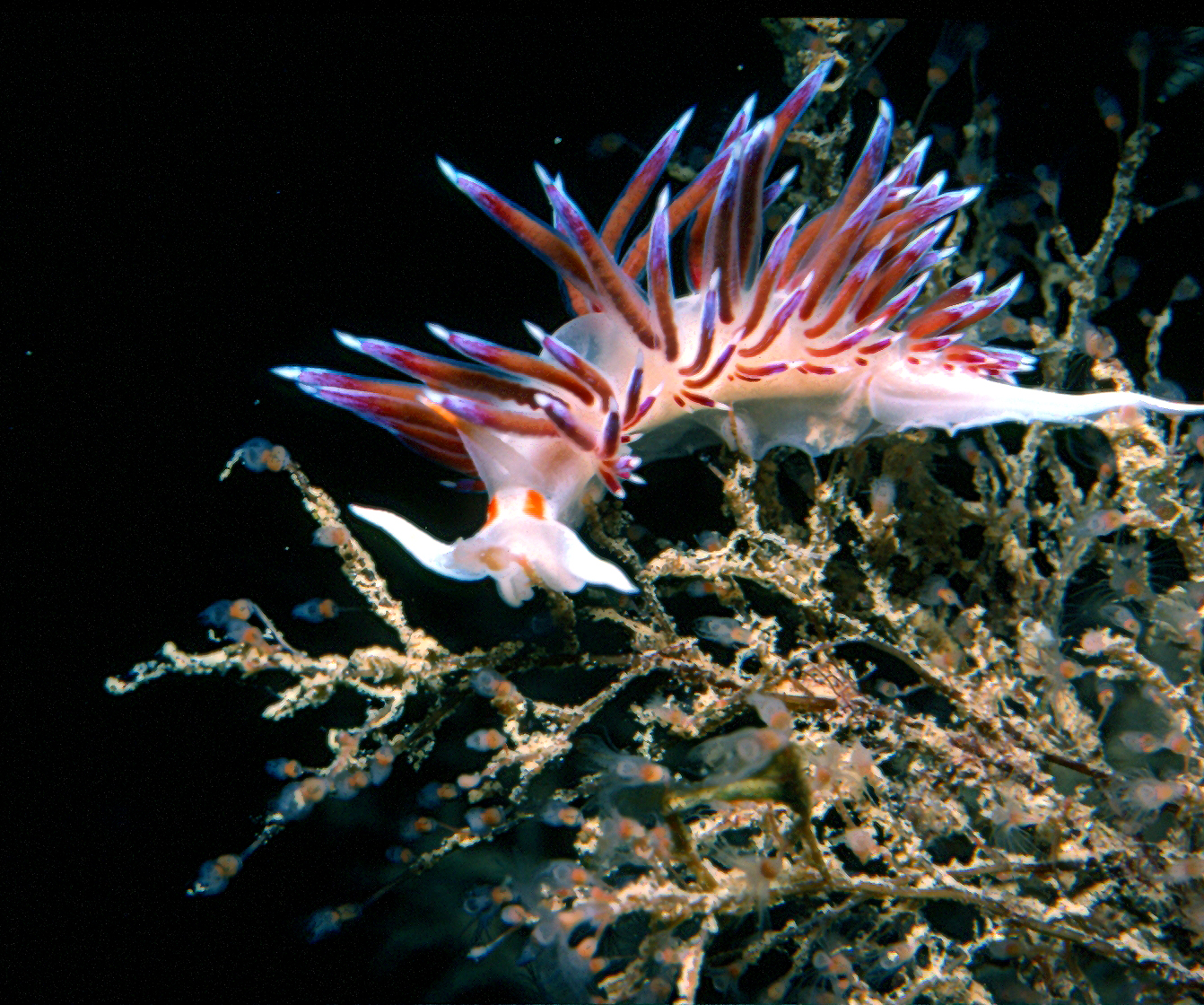
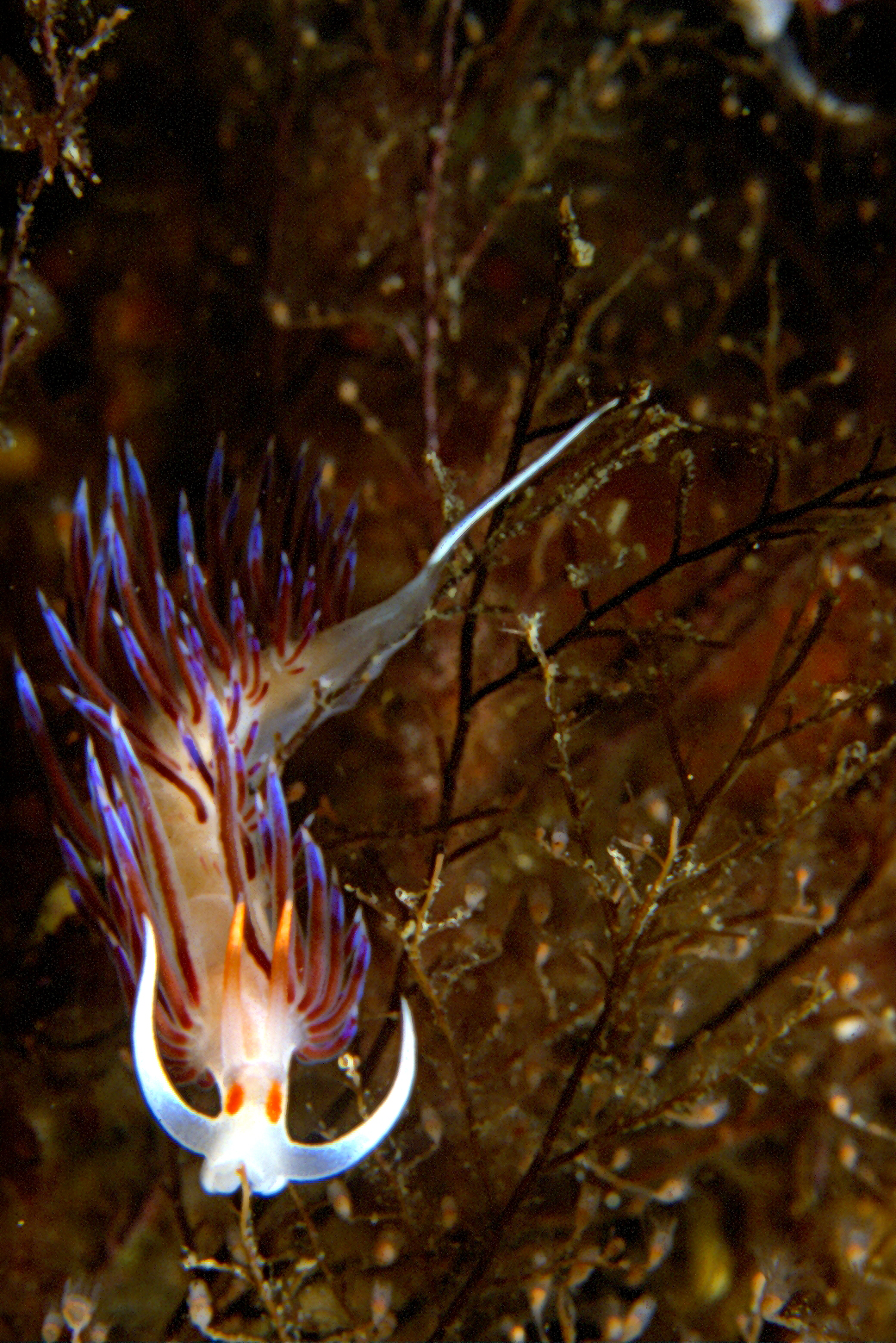
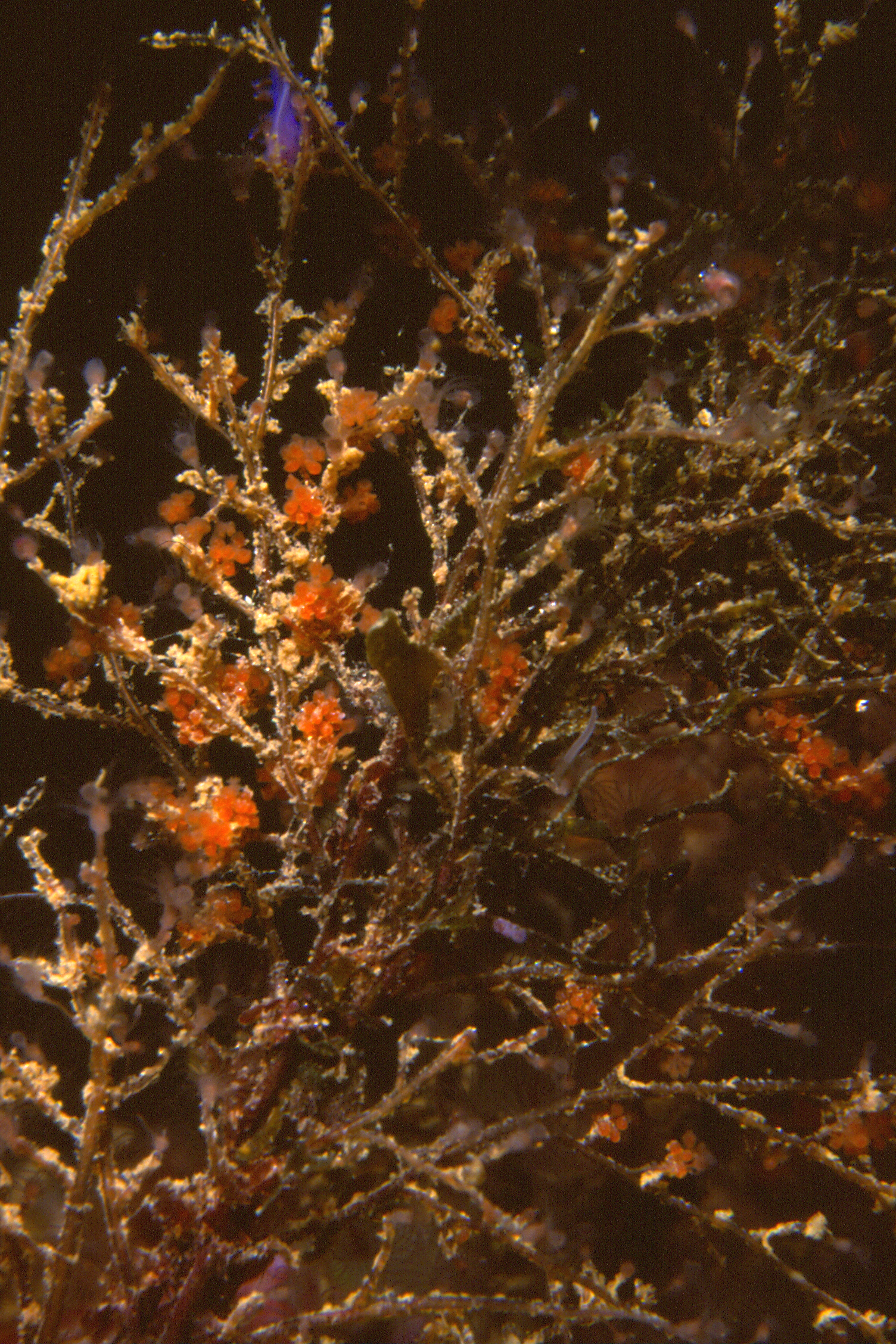
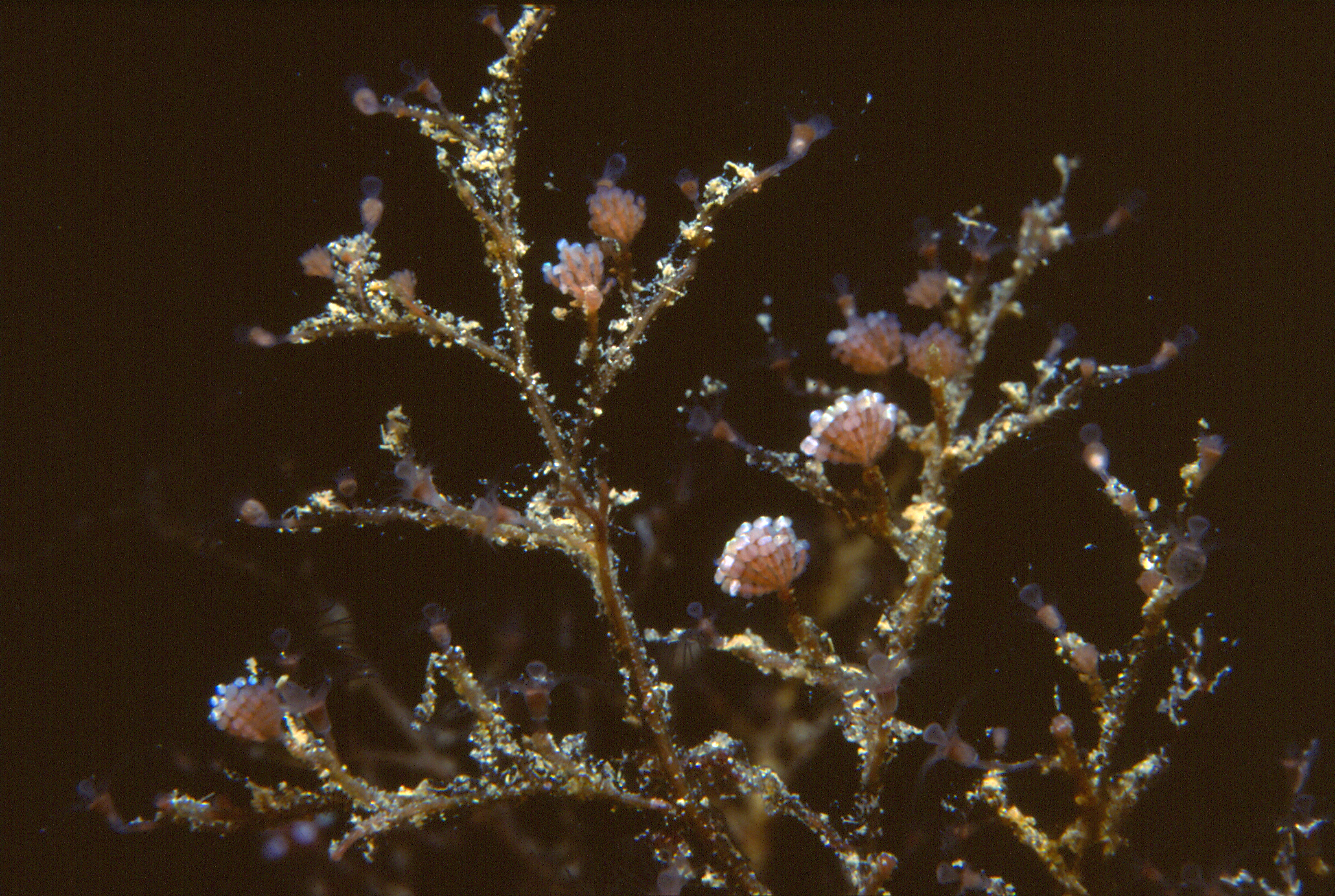
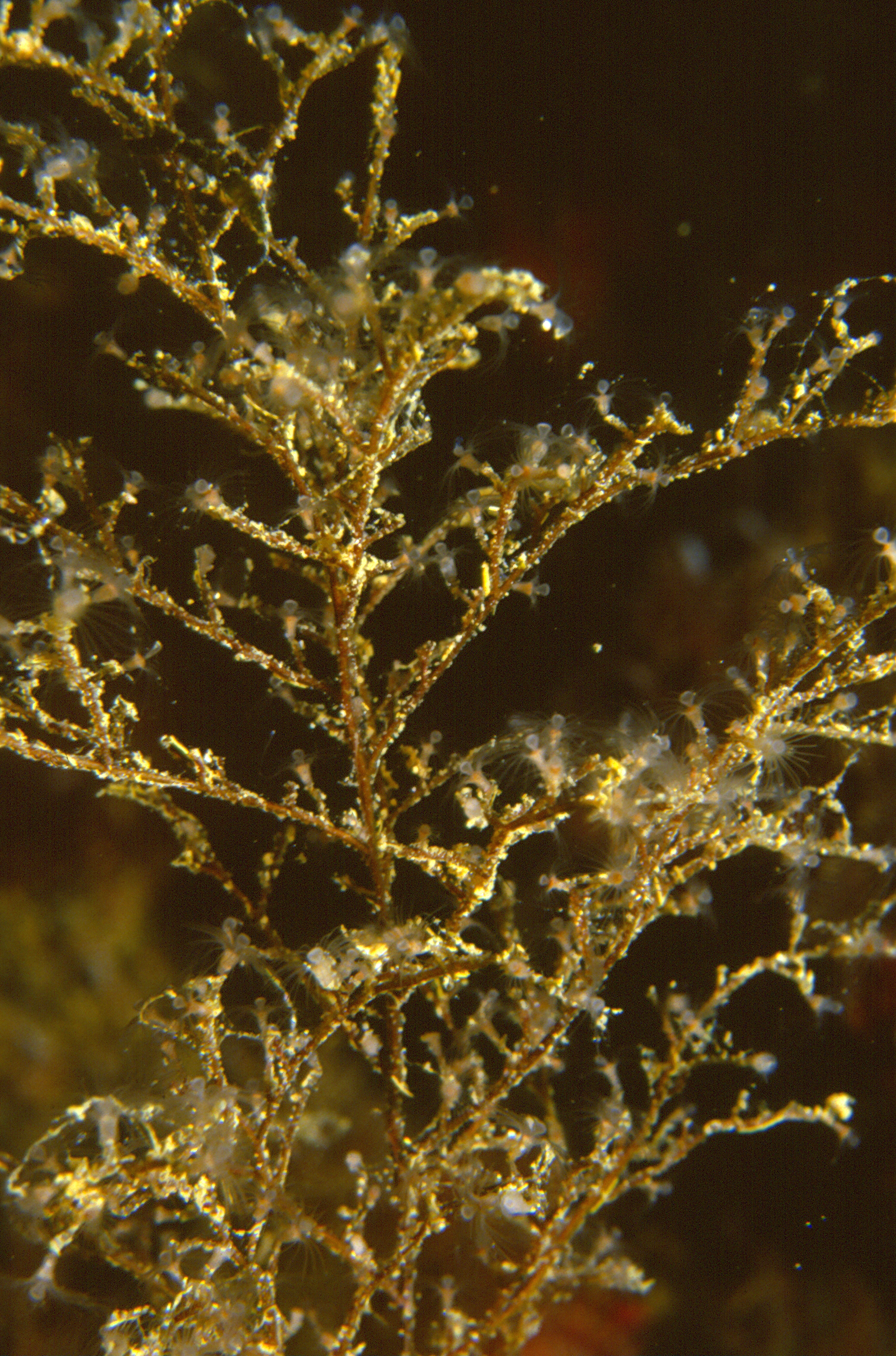